# Салфер Рок (Арканзас)
Салфер Рок (енгл. Sulphur Rock) град је у америчкој савезној држави Арканзас.

## Демографија
По попису из 2010. године број становника је 456, што је 35 (8,3%) становника више него 2000. године.
| Група             | 2000.       | 2010.       |
| Белци             | 406 (96,4%) | 435 (95,4%) |
| Афроамериканци    | 0 (0,0%)    | 8 (1,8%)    |
| Азијати           | 0 (0,0%)    | 0 (0,0%)    |
| Хиспаноамериканци | 9 (2,1%)    | 2 (0,4%)    |
| Укупно            | 421         | 456         |